# اختلاف پیرامون نسبت بابک با ساسان
دربارهٔ نسبت بابک با ساسان در منابع اولیه تفاوت‌هایی وجود می‌دارد.
برپایهٔ آنچه طبری و سایر مورخین اسلامی به‌دست می‌دهند، ساسان پدر بابک بوده‌است. این گزارش طبری مبنی بر وجود ارتباط پدر و پسری میان ساسان و بابک مشکوک است و با بدگمانی نگریسته می‌شود زیرا وی شجره‌نامه‌ای دراز از نیاکان «اردشیر پسر بابک» به‌دست می‌دهد که نسب وی را به پادشاهان اسطوره‌ایِ ایران باستان می‌رساند.
گزارش درخور دیگری که پیرامون نسبت بابک با ساسان وجود می‌دارد، قول موجود در کارنامهٔ اردشیر بابکان و شاهنامهٔ فردوسی است. این منابع چنین به‌دست می‌دهند که بابک حاکمی محلی در ایالت فارس بود که دخترش را به عقد ساسان —که از نسل دارا می‌پنداشتش— درآورد و اردشیر زادهٔ این پیوند است. موسس خورناتسی نیز این روایت را بطور گذرا نقل می‌کند. این روایت احتمالاً سرچشمه‌ای برای نشان دادن حقانیت و مشروعیت‌بخشی به پایه‌گذار سلسلهٔ ساسانیان بوده‌است. لیکن برخی نیز گزارش شاهنامه را از دیگر گزارش‌ها موجه‌تر می‌دانند و معتقدند ساسان پدر واقعی اردشیر بوده‌است که اندکی پس از تولد اردشیر، درگذشت و براساس رسومات زردشتی، بابک اردشیر را به فرزندخواندگی بپذیرفت یا اینکه پس از مرگ شاپورنامی که فرزند بابک بود، فرایند فرزندخواندگی صورت پذیرفت.
تفسیر دیگر بر اینکه اردشیر پسر دختر بابک بوده این است که او اردشیر بابکان نامیده می‌شد، به استناد مجمل التواریخ بابک مدعی شد که اردشیر پسر اوست بدین خاطر که از افشای اصل و نسبش به اشکانیان می‌ترسید. غرر ثعالبی به ما اطلاع می‌دهد که ساسان افسر و داماد بابک بوده‌است ولی ساسان زود از دنیا می‌رود بنابراین اردشیر توسط پدربزرگش بابک بزرگ می‌شود و به دربار اردوان فرستاده می‌شود و آنجا باقی می‌ماند تا اینکه بابک می‌میرد.
ریچارد فرای گزارش می‌دهد که در یک مأخذ پهلوی به نام کارنامهٔ اردشیر آمده‌است که ساسان شبان پاپک شاه بود که در شهر استخر نزدیک تخت جمشید فرمانروایی می‌کرد. ساسان از بازماندگان هخامنشیان بود ولی این راز را پنهان می‌داشت تا آنکه پاپک خوابی دید که آن را چنین تعبیر کردند که پسر ساسان روزی فرمانروای جهان می‌شود. پس پاپک دختر خویش را به زنی به ساسان داد و از این پیوند اردشیر زاده شد. همین داستان را فردوسی در حماسهٔ ملی ایران آورده‌است و چنین می‌نماید که این داستان را همگان باور داشتند. زیرا که آگاثیاس که در سدهٔ ششم می‌زیسته، داستانی می‌دهد که اندکی با آنچه گفته شد، تفاوت دارد. وی پاپک را اخترشناس و ساسان را سربازی که مهمان پاپک بوده، نوشته‌است. چون پاپک در ساسان نشان بزرگی دید همسر خویش را به او داد و از این پیوند اردشیر زاده شد. سالها بعد هنگامی که اردشیر بر تخت شاهی نشسته بود، دو پیر کهنسال پیکار کردند و داوری نزد اردشیر که پسر پاپک ولی از پشت ساسان بود بردند.
در کتیبهٔ شاپور یکم در کعبه زرتشت، ساسان یک نجیب‌زاده (و نه پدر بابک) و بابک یک پادشاه نمایانده شده‌است.
آگاثیاس نیز روایتی متفاوت با آنِ «کارنامهٔ اردشیر بابکان» و «شاهنامهٔ فردوسی» به‌دست می‌دهد. آگاثیاس چنین نقل کرده که بابک کفشگری بود که از اخترشناسی علمی داشت. روزی بابک از وضعیت ستارگان دریافت که مهمان وی (ساسان) پسری خواهد داشت که شخص مهمی خواهد شد؛ بنابراین بابک اجازه می‌دهد که ساسان با زنش بخوابد و از این اتفاق اردشیر زاده می‌شود و بابک اردشیر را همچو فرزند خود می‌پروراند؛ بنابراین اردشیر پسر بابک لیکن از تبار ساسان می‌شود. شکی روایت آگاثیاس را داستان بیهوده و مبتذلی از جانب مغرضین و بدخواهان ساسانی توسط سرگویس نامی، مترجم سوریانی دربار انوشیروان می‌داند. شکی می‌گوید روشن است که این اراجیف را سرگیوس مسیحی ریاکارانه به آگاثیاس القا کرده‌است، گو اینکه از نسب نامه اردشیر در کارنامه گرده برداشته است، از برساخته‌های مسیحیون و فرق الحادی و دهریون و غیره است. استدلال شکی بر قانون جاری در مناسبات زناشویی است که در آن فرزندانی که حاصل ازدواج زن با همسر دومش (بعد از طلاق از همسر اولش)، به همسر اولی تعلق خواهند داشت.
در بندهشن نیز پیرامون نسبت بابک با ساسان روایتی موجود است؛ در بندهشن شجره‌نامهٔ اردشیر بابکان اینگونه نوشته شده‌است: «اردشیر پسر بابک که مادرش دختر ساسان، پسر وه‌آفرید [است]»
برخی مورخین چنین پیش نهاده‌اند که همچو هخامنش که نیای دور هخامنشیان بوده، ساسان نیز نیای دور یا «نام‌خاندان» آنان بوده‌است.
در روایت دیگری از ابن اثیر و اوتیکیوس و دیگران ساسان از شهریاران فارس و بابک را پسر و اردشیر را نوه او دانسته‌اند. بیشتر دانشمندان امروزه به ویژه پس از پیدا شدن کتیبه سه زبانه شاپور اول در کعبه زرتشت که برای‌تبار ساسانیان همانند کتیبه فارسی باستانی بیستون است در این عقیده هم‌داستانند. در این کتیبه از ساسان با عنوان «بزرگ» یاد شده و چنین می‌نماید که از نیاکان شاپور باشد. اما از بابک در اینجا و جاهای دیگر به ویژه با عنوان پدربزرگ شاپور یاد شده‌است. نام مادر بابک را دناک نوشته ولی هیچ نگفته‌است که او با ساسان پیوند زناشویی بست؛ و از ساسان همچون پدربزرگ اردشیر یادی نشده با آنکه این احتمالی است مبتنی بر فرض؛ بنابراین حتی درین کتیبه گونه‌ای تاریکی دربارهٔ پیوند درست میان ساسان و بابک وجود دارد

## برابرهای انگلیسی
1. ↑  Artaxšahr ī Pābagān kē-š mād duxt ī Sāsān ī Weh-āfrīd
2. ↑  Eutychius
3. ↑  Denak